# Odo de Vitry
Odo de Vitry (d. 1158) a fost un nobil francez, senior de Vitry și devenit jure uxoris conte de Rethel, de la 1124 și până la moarte.
Descendența lui Odo de Vitry este neclară. Se afirmă uneori că ar fi fost fiul unui anume Andre, castelan de Vitré, cu Agnès de Mortain. Cu toate acestea, conexiunea are la bază confuzia dintre localitățile Vitré din Bretania și Vitry, situat în regiunea Champagne.
Odo a fost căsătorit cu contesa Matilda de Rethel (d. 1151), fiica cea mare a lui Hugo I de Rethel, cu care a avut un fiu și patru fiice.
Începând din 1124, el s-a aflat la conducerea Rethel, în comun cu soția sa. După moartea acesteia, el a guvernat singur.
După ce a murit, el a fost succedat de către fiul său, Ithier.